# Тријандафилија
Тријандафилија (грч. Τριανταφυλλιά) је насељено место у општини Висалтија у периферији Средишња Македонија, Грчка. Према попису из 2021. године био је 431 становник.
Према бугарском географу и историчару, Василу Канчову, у Тријандафилији је 1900. године живело 240 Турака. Током Првог светског рата село је настрадало и већи део мештана је избегао, тако је после рата остало 114 житеља. Године 1923. преостало турско становништво је принудно исељено у Турску а на њихово место су насељене 62 грчке избегличке породице, којих је на попису из 1928. године било 210. Село се раније звало Махмутли